# Nom trivial

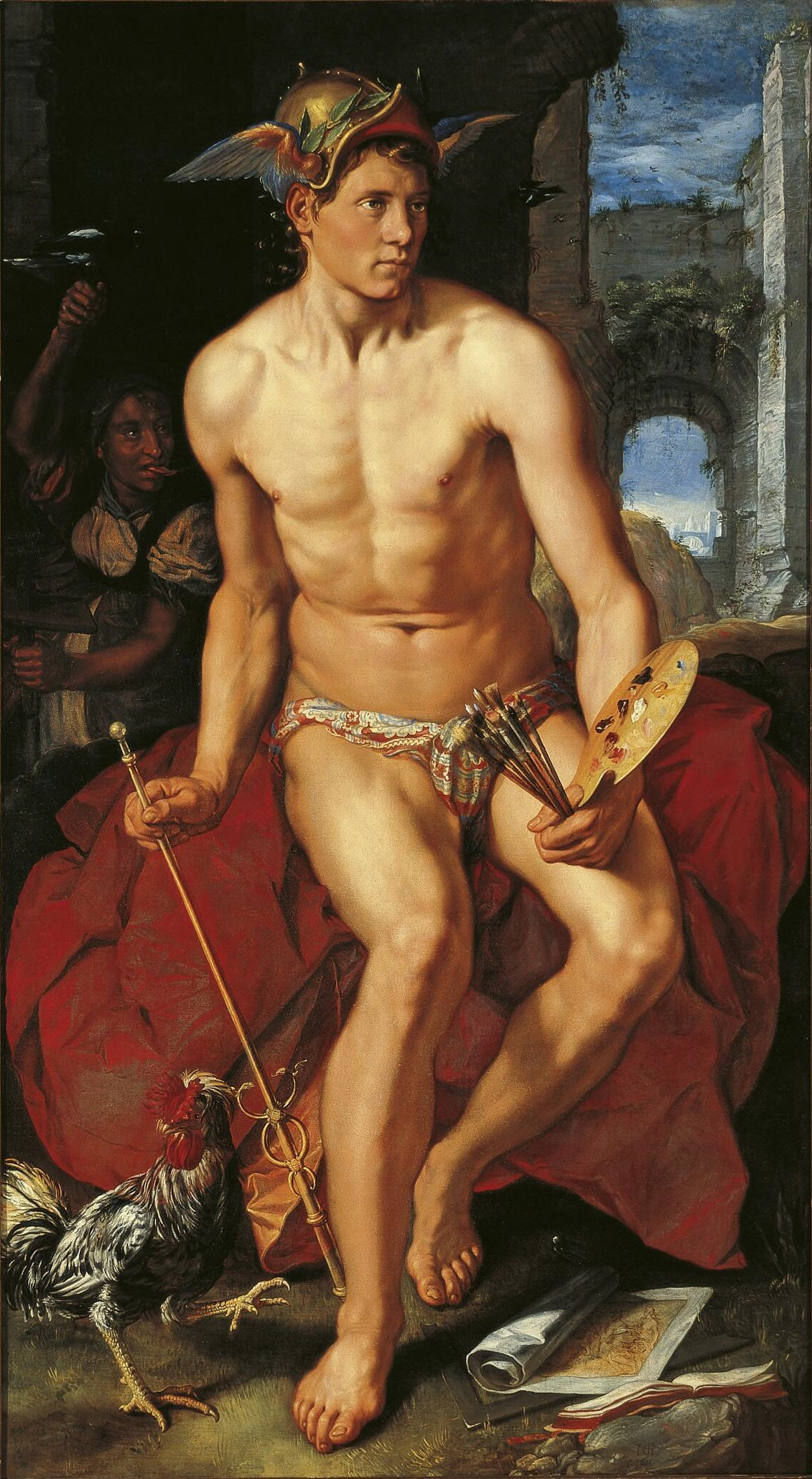
L'élément Mercure a été nommé d'après le dieu romain du même nom (peinture de Hendrik Goltzius).

En chimie, un nom trivial est un nom non systématique donné à une substance chimique, c'est-à-dire n'importe quel nom donné couramment à cette substance ne faisant pas partie d'un système de nomenclature chimique tel celui de l'IUPAC.
Généralement, les noms triviaux n'indiquent pas les propriétés essentielles de la substance qu'ils désignent, ni sa structure atomique. Dans certains cas, ces noms peuvent être ambigus, désigner des choses différentes, parfois proches, parfois n'ayant strictement rien à voir selon l'industrie à laquelle elles se rattachent ou selon la région géographique. Cependant, du fait d'une certaine lourdeur des noms systématiques, de leur complexité croissante avec la complexité de la molécule, certains noms triviaux sont préférés dans l'usage courant. Certains sont même reconnus comme faisant part de la nomenclature chimique ; on parle alors de « noms retenus ». Par exemple, le terme « acide acétique », qui est le nom trivial de l'acide éthanoïque, est accepté par la nomenclature IUPAC et ses dérivés sont généralement désignés sous le nom d'« acétates » plutôt que celui d'« éthanolates ».
Les noms triviaux sont issus du langage courant. Ils viennent souvent de leur usage historique, notamment en alchimie, et beaucoup pré-datent l'institution des nomenclatures chimiques. Ces noms peuvent provenir de certaines propriétés de la substance, comme son apparence, sa couleur, son goût, son odeur, sa consistance, sa structure cristalline. Une autre source importante de noms triviaux est l'origine de leur découverte : ils peuvent porter le nom de leur découvreur, du lieu de leur découverte, de l'espèce vivante d'où elles ont été extraites la première fois, etc. Parfois le découvreur les nomme selon d'autres phénomènes peu en rapport, comme des figures de fiction, notamment mythologiques, des corps astronomiques, voire des concepts moraux ou philosophiques (l'héroïne a été ainsi nommée car elle était supposée fournir de l'« héroïsme » au soldat).